# 東良子
東 良子（あずま りょうこ、1973年〈昭和48年〉12月10日 - ）は、日本の海上自衛官。防衛大学校訓練部長。石川県出身。防衛大学校女子第1期生（本科第40期）。自衛隊初の女性練習艦艦長と護衛隊司令を歴任。現在の階級は海将補。

## 経歴
石川県金沢市にある私立星稜高等学校を卒業し、1992年（平成4年）4月、防衛大学校に女子1期生として入校（第40期）。1996年（平成8年）3月、防大を卒業して海上自衛隊に入隊。練習艦「かしま」副長を経て、2013年（平成25年）3月に練習艦「せとゆき」艦長に就任し、大谷三穂と同時に、海上自衛隊で初の女性練習艦艦長となった。2014年（平成26年）には女性艦長として初めて遠洋練習航海に参加している。2015年（平成27年）1月1日、1等海佐に昇任。2016年（平成28年）3月23日、海上幕僚監部人事教育部人事計画課要員班長。2018年（平成30年）3月6日に第1護衛隊司令に就任し、初の女性護衛隊司令となった。同年3月17日から平成29年度外洋練習航海（飛行）に部隊指揮官として派遣された。同年8月5日からソマリア沖・アデン湾における派遣海賊対処行動水上部隊（第31次）指揮官として派遣された。2020年（令和2年）3月9日、自衛隊福井地方協力本部長に就任した。2021年 (令和3年) 12月24日、海上幕僚監部総務部総務課。2022年 (令和4年) 3月14日、海上幕僚監部総務部総務課広報室長に就任。2023年（令和5年）8月29日、海将補に昇任し、防衛大学校訓練部長に就任。海上自衛隊の女性自衛官として近藤奈津枝に続き、医官を除いて2人目となる女性将官となった。